# Ellipteroides paraensis
Ellipteroides paraensis là một loài ruồi trong họ Limoniidae. Chúng phân bố ở vùng Tân nhiệt đới.